# Куликов, Борис Иванович
Борис Иванович Куликов (10 июня 1932, Москва — 4 июля 2018, там же) — советский, российский хормейстер, педагог, музыкальный и общественный деятель; Заслуженный деятель искусств РСФСР (1976), профессор (1977). Автор научно-методических трудов.

## Биография
В 1950 г. с отличием окончил Московское хоровое училище, в 1955 г. — дирижёрско-хоровой факультет Московской консерватории (учился у А. В. Свешникова, К. Б. Птицы, С. С. Благообразова, В. В. Соколова, С. В. Евсеева, И. Р. Клячко).
В 1955—1958 гг. служил в Советской Армии, был дирижёром ансамбля группы Советских войск в Германии (Берлин).
В 1958—1962 гг. преподавал в Московском хоровом училище, где вел все специальные дисциплины. В 1962 г. окончил аспирантуру при Московской консерватории (руководитель — К. Б. Птица).
В 1960—1964 гг. — хормейстер и дирижёр Государственного академического русского хора СССР, в 1965—1967 гг. — хормейстер Ансамбля песни и пляски Советской Армии (с 1966 г. заместитель художественного руководителя). Дирижировал концертами в СССР и за рубежом. В 1964-65 — хормейстер детского хора Института художеств, воспитания АПН. Работал также с рядом любительских хоровых коллективов — Академии пограничных войск, Клуба Ф. Э. Дзержинского и других. Организовал Камерный хор Московской консерватории (1965).
С 1959 г. — преподаватель Московской консерватории (с 1977 г. — профессор), в 1968—1975 гг. — проректор по учебной работе, в 1974—1990 гг. — ректор Московской консерватории.
Среди учеников Куликова (свыше 100): М. Бустийо, М. Дмитриев, Л. Ерёменко, Л. Заборовский, А. Заборонок, Г. Заборонок (Малкина), С. Калинин, В. Контарев, О. Лапузо, Н. Ленская, М. Линник, Т. Махатова, И. Мещанкина, Ю. Молчанова, А. Невзоров, В. Полянский, Ю. Радишкевич, Г. Смирнов, С. Тараканов, Е. Тугаринов, Н. Хашабова, А. Цалюк. Ученики Куликова преподают в музыкальных училищах, ДМШ, хоровых студиях, работают на радио и ТВ, в оперных и музыкальных театрах разных городов страны и за рубежом (Польша, Германия, Испания, Нидерланды, Великобритания, США, Эквадор).
Куликову принадлежит инициатива радикального обновления и обогащения хорового репертуара. Он является активным популяризатором хорового искусства в стране и за рубежом. Куликов Б. И. является автором научно-методических трудов, в том числе «Краткого справочника по духовным кантатам Баха», составителем и редактором сборников, включающих множество неизвестных хоровых сочинений, впоследствии вошедших в исполнительскую практику и педагогический репертуар: многотомной «Хрестоматии по дирижированию» (1969-79), сборника «Хоры композиторов Франции» (1967—1970), «Хоры композиторов Англии» (1979) и др.
Куликов — крупный общественный деятель. В 1982-90 — Президент Европейской ассоциации консерваторий, музыкальных академий и высших музыкальных школ (ЕАК).
Проводившиеся каждые 2 года конгрессы ассоциации и другие международные творческие события под ее эгидой способствовали сотрудничеству и активному обмену опытом педагогических сил разных стран. Конгресс, проведенный в Московской Консерватории в 1988, стал кульминацией деятельности ассоциации. На всех конгрессах (Женева, Варшава, Базель, Стокгольм, Вена, Москва) Куликов выступал с докладами, инициировал разного рода обращения к европейской музыкальной общественности.
В 1980-95 в Московской Консерватории по инициативе Куликова проводились циклы «Исторических концертов» с участием ведущих артистов и исполнительских коллективов страны. Борис Иванович Куликов — член жюри международных конкурсов: дирижеров в Безансоне (Франция), симфонических дирижеров на базе Национальной Парижской консерватории, (зал Гаво), хоровых дирижеров в Познани (Польша), хоров и дирижеров в Таллине; член Общества им. Е. А. Мравинского и Совета по искусству Министерства обороны РФ.
В репертуаре Куликова — практически все сочинения, исполняемые Государственным хором СССР и Краснознаменном ансамблем имени Александрова, вокально-хоровая классика XX в.
За свою творческую жизнь Куликов Б. И. осуществил постановку и исполнил ряд ораториальных произведений: «Детство Христа» Г. Берлиоза (Польша), Реквием В. А. Моцарта (БЗК и зал Загребской филармонии), оратория «Рай и Пери» Р. Шумана (БЗК и ГКЗ), «Заповеди блаженства» С. Франка (ГКЗ).
В последние годы жизни преподавал в Московской консерватории и оказывал большое влияние на формирование нового поколения музыкантов.
Умер в 2018 году. Похоронен на Введенском кладбище (19 уч.).

## Награды
- Орден Дружбы народов (14 ноября 1980 года) — за большую работу по подготовке и проведению Игр XXII Олимпиады[1]
- Нагрудный знак «За заслуги перед польской культурой» (Польша)
- Заслуженный деятель искусств РСФСР (1976)
- Золотая медаль имени Николая Рубинштейна (14 сентября 2017 года) — за беззаветное служение Московской консерватории[2]